# Sonja Hauberg
Sonja Hauberg (født 5. marts 1918 på Frederiksberg, død 2. august 1947) var en dansk forfatter. Den 15. juli 1945 blev hun gift med maleren Richard Mortensen.

## Liv og virke
Hauberg voksede op i Nordsjælland og derefter i Skovshoved. Hendes mor var billedvæver og søster til Harald Giersing. I 1937 blev hun student fra Ordrup Gymnasium og studerede derefter litteratur ved Københavns Universitet.
I 1942 debuterede hun med romanen Hvad vil du mig! I 1944 udgav hun romanen Syv Aar for Lea, belønnet med Politikens kunstnerpris. Bogen omhandler gymnasieskolens pres og terperi og ungdomstidens oplevelse af meningsløshed, vakte debat i skolekredse og opnåede stor anerkendelse. Romanen er blevet læst af generationer af unge i puberteten og har haft stor gennemslagskraft; den blev genudgivet i midten af 1980'erne.
Fik kort efter befrielsen i 1945 udgivet og opført teaterstykket Ebbe Skammelsøn, som Richard Mortensen udførte den nonfigurative scenografi til.
Hauberg var medlem af Danmarks Kommunistiske Parti (DKP). I 1947 var hun medarrangør af et forfattermøde i Finland med sovjetiske og nordiske kolleger, hvor hun pådrog sig en smitte med tyfus, som hun efter et længere hospitalsophold døde af.
Hun efterlod sig romanen April, som først blev udgivet i 1961.

## Fra mindedigtetSommermorgen
Tidligt en sommermorgen
gik hun bort gennem gader
tomme som muslingeskaller
belagte med grå perlemor.
I Ørstedsparken sov svanerne
som hobe af sne i græsset.
Tommetykt dækkede søvnens
sølvstøv alle bænke.
Sonja skrev med fingeren
mørke tegn i duggen
som hundrede andre morgener,
men der var intet mærke.
Tøvende løfted' hun hånden,
hun søgte sit levende ansigt,
men fandt blot kraniets skøre
kalkskal under håret.
Som gråt støv var himmelen.
Ingen engel fulgte dig,
ikke en herreløs hund
med mit hjerte mellem tænderne.
Iljitsch Johannsen (1925-57)